# Luigi Negri
Luigi Negri (ur. 26 listopada 1941 w Mediolanie, zm. 31 grudnia 2021) – włoski duchowny katolicki, arcybiskup Ferrary-Comacchio w latach 2012–2017.

## Życiorys
Święcenia kapłańskie otrzymał 28 czerwca 1972 z rąk kardynała Giovanniego Colombo i został inkardynowany do archidiecezji mediolańskiej. Pracował przede wszystkim jako wykładowca mediolańskich uczelni, był także członkiem sekcji edukacyjnej ruchu Comunione e Liberazione.
17 marca 2005 papież Jan Paweł II mianował go ordynariuszem diecezji San Marino-Montefeltro. Sakry biskupiej udzielił mu 7 maja 2005 ówczesny arcybiskup Mediolanu – kardynał Dionigi Tettamanzi.
1 grudnia 2012 Benedykt XVI mianował go arcybiskupem Ferrary-Comacchio. Ingres odbył się 17 lutego 2013.
15 lutego 2017 przeszedł na emeryturę.